# Fondation Stefan-Batory
La Fondation Stefan-Batory, en polonais : Fundacja im. Stefana Batorego, est une organisation humanitaire polonaise créée en 1988 par le philanthrope George Soros et nommée d'après Étienne Báthory. Un de ses objectifs est d'appuyer la diplomatie américaine de Communauté des démocraties en cofinançant une conférence internationale organisée en juin 2000 à Varsovie à l’initiative de Bronisław Geremek.

## Caractéristiques
Son président est Aleksander Smolar, politologue franco-polonais et chercheur au CNRS.
Sa mission consiste historiquement à lutter contre une résurgence du communisme en Europe de l'Est, puis a évolué vers l'encouragement des attitudes et initiatives, l'accroissement de la coopération entre les nations, le développement en éducation, et le soutien de l’activité culturelle.
Elle est notamment financée par George Soros via l'Open Society Institute, et le National Endowment for Democracy.
Elle a compté comme membre le philosophe Leszek Kołakowski.